# 盖姆里希海姆
盖姆里希海姆是德国巴登-符腾堡州的一个市镇。总面积8.23平方公里，总人口3887人，其中男性1938人，女性1949人（2011年12月31日），人口密度472人/平方公里。